# Klingerbrücke
Die Klingerbrücke in Leipzig ist eine Straßenbrücke über das Elsterflutbett und stellt eine wichtige Verbindung der zentralen mit den westlichen Teilen der Stadt dar. Sie ist benannt nach dem Leipziger Maler, Grafiker und Bildhauer Max Klinger (1857–1920). Die Brücke steht unter Denkmalschutz.

## Lage und Beschreibung
Die Klingerbrücke liegt im Ortsteil Zentrum-West im Zuge der von Nordost nach Südwest verlaufenden Käthe-Kollwitz-Straße zwischen den Abzweigungen der Ferdinand-Lasalle-Straße und des Klingerweges. Südlich des Südwestendes steht das Karl-Heine-Denkmal. Gegenüber erstreckt sich der Klingerhain. Flussseitig liegt die Klingerbrücke zwischen der Sachsenbrücke im Südosten und dem Palmengartenwehr im Nordwesten.

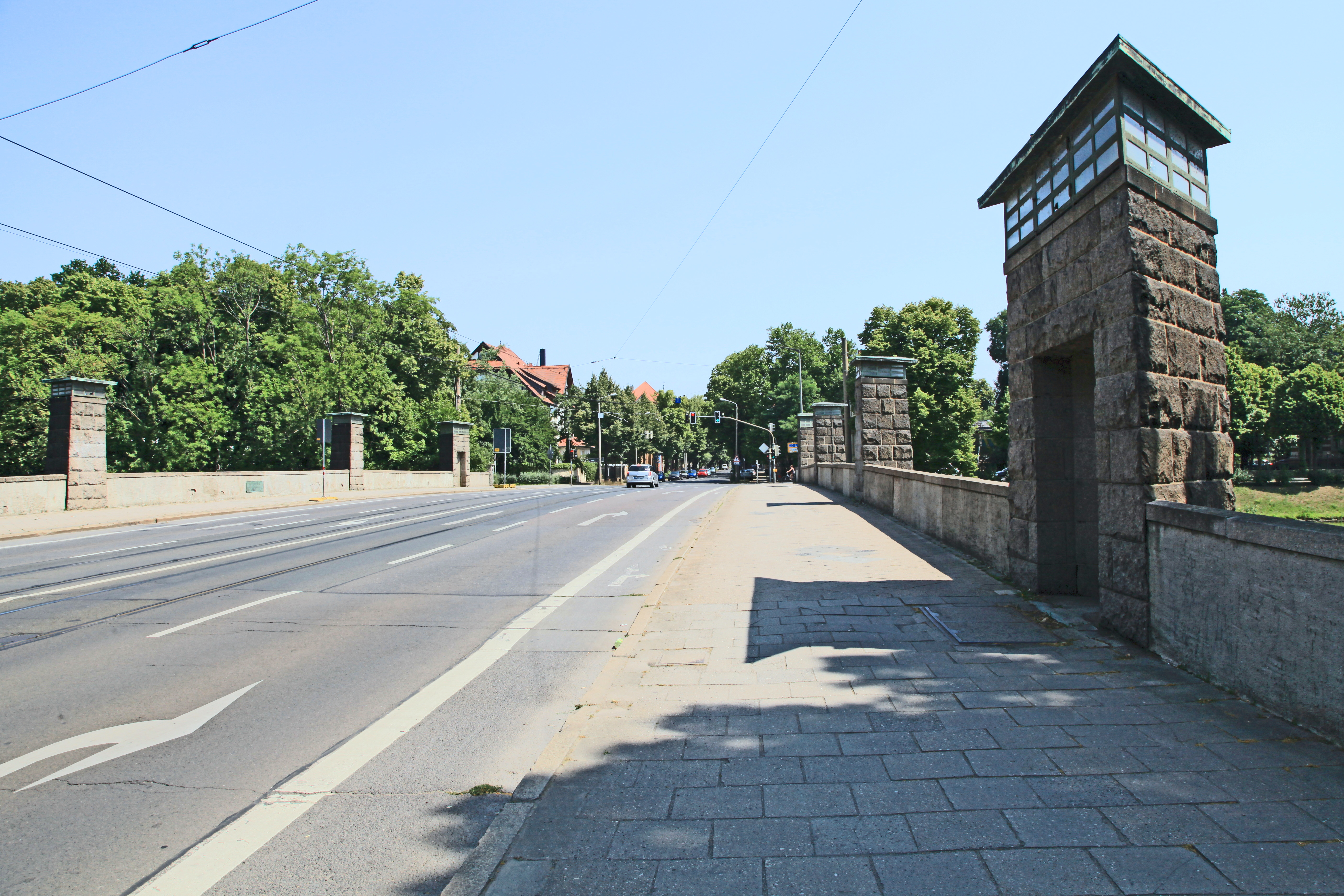
Auf der Brücke (2015)

Die Klingerbrücke ist eine Betonkonstruktion auf zwei Lagerstützen und zwei Strompfeilern. Sie trägt vier Fahrstreifen sowie zwei Rad- und zwei Fußwege. Auf den beiden mittleren Fahrstreifen verlaufen Straßenbahngleise, die von den Linien 1, 2 und 14 befahren werden. Die außen verlaufenden sind Abbiegespuren. 
Einziger Schmuck der Brücke sind acht an den Lagerstützen und den Strompfeilern mit der Spitze nach außen ansetzende dreieckige Säulen, die aus Natursteinen gemauert sind. An den Strompfeilern sind die Säulen kleiner, die landseitigen größeren haben funktionslose mannshohe Eintritte. Alle Säulen weisen unter überstehenden Flachdächern metallvergitterte Glasflächen auf, hinter denen sich Beleuchtungskörper befinden, die ein schwaches Licht auf der Brücke verbreiten. Mit diese Ausstattung ist die Brücke der Neuen Sachlichkeit zuzurechnen.

## Geschichte

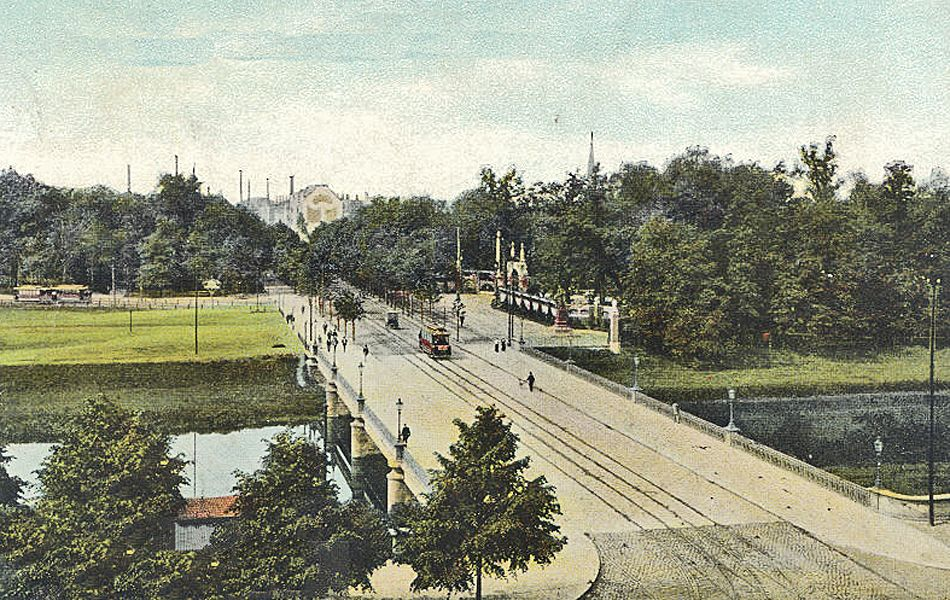
Pleißenflutbrücke (um 1900)

Mitte des 19. Jahrhunderts war für die Pleiße ein Flutbett von der Gegend des Connewitzer Wehrs (damaliger Abzweig der Rödel) bis zur Weißen Elster am jetzigen Palmengartenwehr angelegt worden. Das erforderte eine Brücke im Zuge der Plagwitzer Straße (heute Käthe-Kollwitz-Straße). So entstand die Pleißenflutbrücke, über die ab 1872 die Plagwitzer Straßenbahntrasse führte, zunächst als Pferdebahn.
1928 wurde die Elster in das Flutbett eingebunden, das nunmehr Elsterflutbett hieß und verbreitert wurde. Das erforderte eine längere Brücke, die 
im gleichen Jahr nach Plänen des Leipziger Architekten Georg Wünschmann (1868–1937) fertiggestellt wurde. Am 5. Oktober wurde sie nach Klinger benannt, der Wohnsitz und Atelier in der Nähe gehabt hatte.
1998 wurde die marode Beleuchtungsanlage der Brücke aus Spendenmitteln saniert. 2025 wurden die Gleise über die Brücke erneuert. Gleichzeitig wurde bekannt, dass ab 2029 die Klingerbrücke und die Käthe-Kollwitz-Straße gemeinsam erneuert werden sollen.